# Baloise
Baloise Holding AG est un groupe d'assurance suisse.

## Activité
- assurance vie.
- assurances automobiles et motos, accidents, responsabilité civile, transport, santé, réassurance.
- activités bancaires et de gestion d'actifs.

## Histoire
En avril 2025, Helvetia et Baloise annoncent vouloir fusionner leurs activités, dans une nouvelle entité appelée Helvetia Baloise, avec un chiffre d'affaires combiner d'environ 20 milliards de francs suisses, contrôlé à 53 % par les actionnaires d'Helvetia, ayant son siège social à Bâle et reprenant un logo inspiré de celui de la Baloise. 

## Actionnaires
Liste des principaux actionnaires au 6 novembre 2019.
| FIL Investment Advisors          | 3,46% |
| Credit Suisse Asset Management   | 3,11% |
| Bâloise Holding                  | 2,88% |
| The Vanguard Group               | 2,78% |
| DWS Investment                   | 2,36% |
| BlackRock Advisors               | 1,97% |
| Henderson Global Investors       | 1,78% |
| Zürcher Kantonalbank IM          | 1,77% |
| UBS Asset Management Switzerland | 1,68% |
| Invesco Advisers                 | 1,64% |